# خط پایان (فیلم)
خط پایان (اکران بین‌المللی: The Finish Line) نام فیلمی است ایرانی به نویسندگی و کارگردانی محمدعلی طالبی و آهنگسازی محمدرضا علیقلی که در سال ۱۳۶۴ ساخته شده و بازیگرانی همچون ایرج طهماسب، پرویز پورحسینی و حمید جبلی در آن ایفای نقش کرده‌اند.

## خلاصه داستان
خلیل سمندر، کارگر یک کارگاه تولیدی، شیفته دوچرخه سواری و عضویت در باشگاه ایران جوان است. او با وساطت هوشنگ، رئیس باشگاه ایران جوان به عنوان ذخیره وارد باشگاه و در مسابقه‌ای اول می‌شود. اما به دلیل ناراحتی قلبی از شرکت در بازیهای آسیایی ۱۹۷۴ تهران، باز می‌ماند. در همین زمان قراب، رئیس باشگاه کاخ که وابسته به دربار است، با اتومبیل، خسرو محمدی مربی باشگاه ایران جوان را مصدوم می‌کند. خسرو محمدی به دلیل ضربه مغزی، بستری می‌شود. خلیل سمندر و دوچرخه سواران باشگاه ایران جوان، برای تأمین هزینه درمان او مسابقه‌ای ترتیب می‌دهند که جایزه ی برنده ی این مسابقه را کیهان ورزشی، تقبل کرده است. در این مسابقه، خلیل سمندر از رقیب خود، بیگلری که برای باشگاه کاخ رکاب می‌زند، پیشی می‌گیرد و با رسیدن به خط پایان، اول می شود.

## بازیگران
- ایرج طهماسب
- پرویز پورحسینی
- حمید جبلی
- بهزاد رحیم‌خانی
- فهیمه راستکار
- ناصر گیتی جاه
- رامتین دانش
- مرجان مدرسی
- سعید نیوندی
- عطاءاله بهمنش

## جوایز
- لوح زرین بهترین نمونه فیلم از چهارمین جشنواره فیلم فجر ۱۳۶۴